# Cheilopora inermis
Cheilopora inermis is een mosdiertjessoort uit de familie van de Cheiloporinidae. De wetenschappelijke naam van de soort is voor het eerst geldig gepubliceerd in 1860 door Busk.